# Rupeni
Rupeni – wieś w Chorwacji, w żupanii istryjskiej, w mieście Poreč. W 2011 roku liczyła 2 mieszkańców.